# Patriots de Moscou
Les Patriots de Moscou (Moscow Patriots) sont un club russe de football américain basé à Moscou. Ce club qui évolue au stade Spartak-2 fut fondé en 1999 par la fédération russe de football américain afin de constituer un pôle de développement structuré pour ce sport en Russie.

## Palmarès
- Champion de Russie : 2002, 2003, 2004, 2005, 2006, 2007 et 2008
- EFAF Eastern Cup : 2010